# Eeuwige vlam

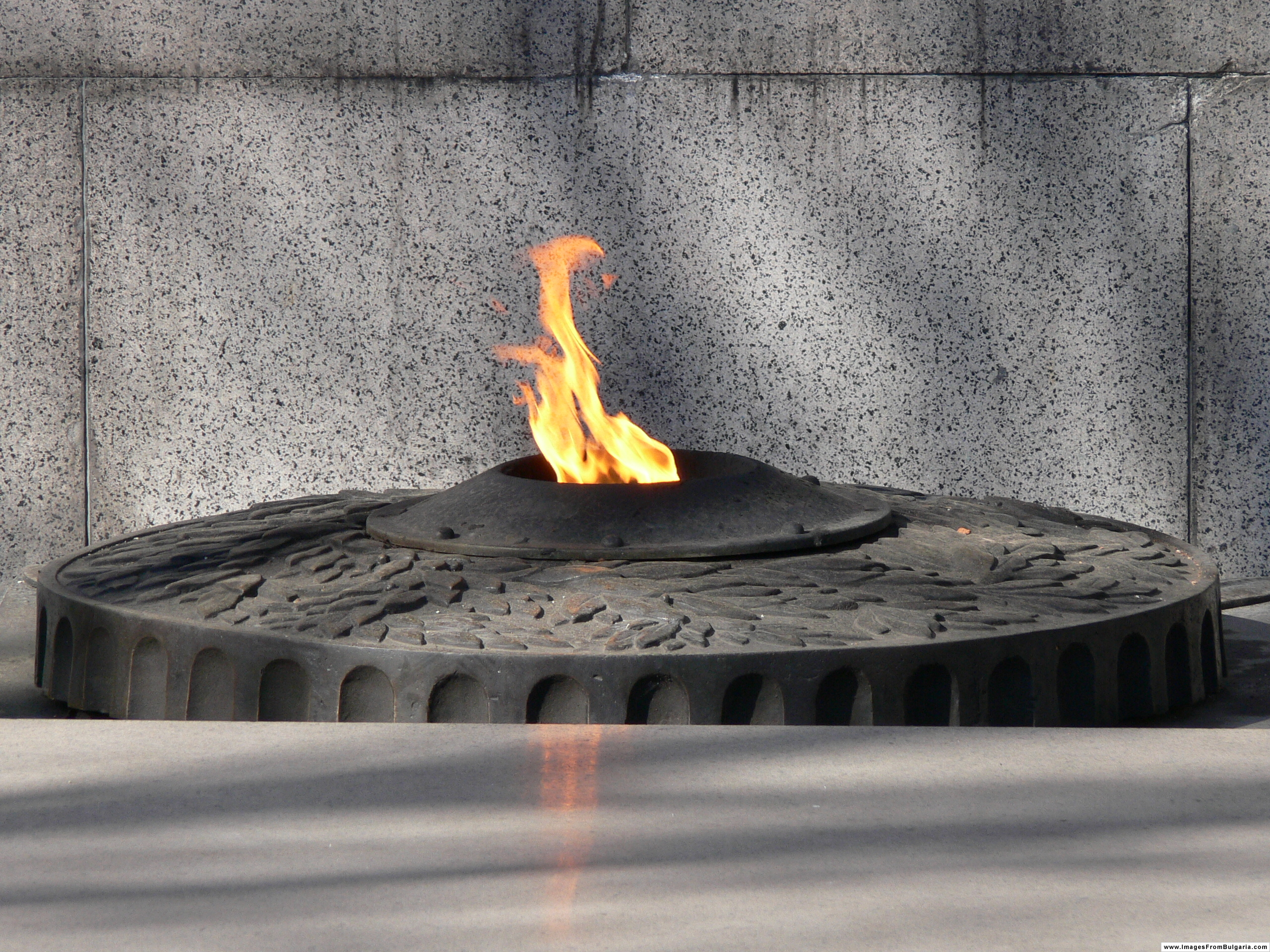
Eeuwige vlam bij het monument van de onbekende soldaat te Sofia, Bulgarije

Een eeuwige vlam of eeuwig vuur is een vlam, lamp of fakkel die continu brandt voor onbepaalde tijd. De meeste eeuwige vuren worden opzettelijk ontstoken en onderhouden, maar sommige zijn natuurlijke verschijnselen veroorzaakt door natuurlijke gaslekken, turfbranden en steenkoolbranden, die in eerste instantie kunnen worden ontstoken door bliksem, piëzo-elektriciteit of menselijke activiteiten, waarvan sommige duizenden jaren blijven branden.
In de oudheid werden eeuwige vlammen die door mensen werden onderhouden gevoed met hout of olijfolie; moderne voorbeelden maken meestal gebruik van buizen die propaan of aardgas aanvoeren. Eeuwige vlammen die door mensen worden gemaakt gedenken doorgaans een persoon of gebeurtenis met een nationaal belang en vormen daarmee een blijvend symbool van bijvoorbeeld een religieuze overtuiging of de herinnering aan de betrokkenheid bij een historische gebeurtenis, zoals een oorlog.